# Tommi Grönlund (Künstler)
Tommi Grönlund (* 1967 in Turku) ist ein finnischer Installationskünstler und Betreiber des Musiklabels Sähkö Recordings.

## Leben und Werk
Tommi Grönlund war in den 1980er Jahren in der finnischen Musikszene aktiv und organisierte gemeinsam mit Mika Vainio und Esko Routamaa unter dem Namen Hyperdelic Housers im Sommer 1989 den ersten finnischen Rave. 1993 gründete er Sähkö Recordings, auf dem unter anderem Veröffentlichungen von Vainio, Panasonic Mike Ink, Kirlian und Fred Giannelli erschienen. Auf dem Sähkö-Sublabel Puu veröffentlichten unter anderem Jimi Tenor, Freestyle Man und Brandi Ifgray.
Grönlund arbeitete bereits als Teenager im Büro des Architekten Pekka Pitkänen und begann später ein Studium der Architektur, das er aber nie abschloss.
Seit 1993 arbeitet er zusammen mit Petteri Nisunen als Grönlund/Nisunen an künstlerischen und kuratorischen Projekten. Das Duo entwickelt vor allem kinetische Installationen und Rauminstallationen, die sich mit den grundlegenden Qualitäten von Raum auseinandersetzen. Ihre Werke wurden sowohl in Finnland als auch international in zahlreichen Einzelausstellungen gezeigt.
2001 kuratierten beide den Nordischen Pavillon der Biennale di Venezia, in dem sie in Zusammenarbeit mit Leif Elggren, Carl Michael von Hausswolff und Anders Tomren das Projekt The North Is Protected umsetzten. Im Jahr 2013 wurden Grönlund und Nisunen mit dem Leonardo da Vinci World Award of Arts ausgezeichnet.
Tommi Grönlund lebt und arbeitet in Helsinki.